# هوارد داسیلوا
هوارد داسیلوا (انگلیسی: Howard Da Silva؛ ۴ مهٔ ۱۹۰۹ – ۱۶ فوریهٔ ۱۹۸۶) هنرپیشه اهل ایالات متحده آمریکا بود. وی بین سال‌های ۱۹۳۵ تا ۱۹۸۴ میلادی فعالیت می‌کرد.
از فیلم‌هایی که وی در آن نقش داشته‌است، می‌توان به آبه لینکلن در ایلینوی، مامان جون و گروهبان یورک اشاره کرد.

## مرگ
داسیلوا در سن ۷۶ سالگی بر اثر لنفوم در اوسینینگ نیویورک درگذشت.